# Pleurostachys peruviana
Pleurostachys peruviana är en halvgräsart som beskrevs av Charles Baron Clarke. Pleurostachys peruviana ingår i släktet Pleurostachys och familjen halvgräs.
Artens utbredningsområde är Peru. Inga underarter finns listade i Catalogue of Life.